# チョン・ギョウン
チョン・ギョウン（정 겨운、1982年6月28日 - ）は、韓国の俳優。
2004年にモバイル・ドラマ『タソッケウィ・ピョル (다섯개의 별)』でデビューした。その後テレビの連続ドラマ中心に活動し、2008年に『太陽の女』でKBS演技大賞男性新人賞を受賞、2009年には『千万回愛してます』でイ・スギョンと共演しSBS演技大賞ニュースター賞を受賞した。身長183cm、体重75kg。所属事務所は fantagio。

## 主な出演作品

### テレビドラマ
- 乾パン先生とこんぺいとう（2005年、SBS） - イ・ホジュン役
- Dr.ギャング（2006年、MBC） - ペ・ギョンス役
- 幸せな女-彼女の選択- -  행복한 여자 （2007年、KBS） - 主演 チェ・ジュノ役 [4]
- 不汗党（2008年、SBS） - チャン・テオ役
- 甘い人生（2008年、MBC） - カン・ソング役
- 太陽の女 -  태양의 여자（2008年、KBS） - 主演 チャ・ドンウ役
- 憎くてももう一度 -  미워도 다시 한번（2009年、KBS） - 主演 イ・ミンス役
- 伝説の故郷 -  전설의 고향 「チュクトウィ・ハン -  죽도의 한」（2009年、KBS） - 主演 ナム・サンホン役
- 千万回愛してます -  천만번 사랑해（2009年-2010年、SBS） - 主演 ペク・ガンホ役
- ドクター・チャンプ -  닥터 챔프（2010年、SBS） - 主演 パク・ジホン役
- サイン -  싸인（2011年、SBS） - チェ・イハン役
- ロマンスタウン -  로맨스 타운（2011年、KBS） -  主演 カン・ゴヌ役
- サラリーマン楚漢志 (チョハンジ) -  샐러리맨 초한지（2012年、SBS） - 主演 チェ・ハンウ役
- お願いキャプテン（2012年、SBS）
- ロマンスが必要2（2012年、tvN） - キム・ハンソプ役
- 馬医（2012年-2013年、MBC） - 昭顕世子役
- ワンダフル・ラブ〜愛の改造計画〜（2013年、SBS） - チャン・フンナム役
- 放課後サプライズ（2013年、WEB）
- 神様がくれた14日間（2014年、SBS） - ヒョン・ウジン役
- 美女の誕生（2014年-2015年、SBS） - イ・ガンジュン役
- ミス・マンマミーア（2015年、KBS） - ナム・ギテ役
- オー・マイ・ビーナス（2015年-2016年、KBS） - イム・ウシク役
- あなたはひどいです（2017年、MBC） - パク・ヒョンジュン役

### 映画
- カンチョプ -  간첩 (2012年) 主演 ウ代理役 [4]
- ネコのお葬式 -  고양이 장례식 (2015年) ヒョンソク役

## 受賞歴
- 2008年 KBS演技大賞 男性新人賞 [1]
- 2009年 第4回「アンドレ・キム・ベスト・スター・アワード」スター賞
- 2009年 SBS演技大賞 ニュースター賞
- 2011年 SBS演技大賞 ドラマ・スペシャル部門男性優秀賞